# Laguna Beach
TV-programmet med detta namn hittas på Laguna Beach (TV-program)
Laguna Beach är en stad i södra delen av det kaliforniska county Orange County, ungefär 40 kilometer sydöst om Santa Ana. Staden hade 23 727 invånare år 2000. Staden omfattar 25,2 km², varav 22,9 km² land och 2,3 km² vatten.
Den svenske författaren Vilhelm Moberg bodde i Laguna Beach under tiden han skrev Sista brevet till Sverige, den sista delen av Utvandrarserien, och Din stund på jorden, där också miljön i Laguna Beach återges. 